# Corydalites fecundum
Corydalites fecundum là một loài côn trùng trong họ Corydalidae thuộc bộ Megaloptera. Loài này được Scudder miêu tả năm 1878.